# إنريكي ألفارو راميريز
إنريكي ألفارو راميريز (بالإسبانية: Enrique Alfaro Ramírez)‏ هو سياسي مكسيكي، ولد في 20 يونيو 1973 في غوادالاخارا في المكسيك. حزبياً، نشط في مستقل.